# Alte weiße Männer
Alte weiße Männer ist ein seit den 2010er-Jahren verwendetes Schlagwort. Der Ausdruck bezieht sich auf eine Gruppe von weißen Männern, die in einer Zeit aufgewachsen sind, in der sie aufgrund ihrer Hautfarbe und ihres Geschlechts bestimmte gesellschaftliche Privilegien genossen haben. In Diskussionen wird häufig die Wahrnehmung geäußert, dass einige dieser Personen diese Privilegien nicht reflektieren und die damit verbundenen sozialen Ungleichgewichte, wie z. B. die Benachteiligung von Frauen und People of Color, nicht ausreichend anerkannt werden. Dabei wird jedoch nicht immer zwangsläufig unterstellt, dass alle Vertreter dieser Gruppe aktiv rassistische oder sexistische Haltungen vertreten.

## Begriffsgeschichte und Rezeption
Der Bedeutungswandel setzte Anfang der 1990er Jahre in den USA ein, als Junge, Schwarze und Frauen ihr Recht auf Mitbestimmung einforderten. Zum Beispiel wurde es im Kontext von Abtreibungen als ärgerlich empfunden, dass alte, weiße Männer jungen Frauen das Recht absprachen, über ihren Körper zu bestimmen.
Der US-amerikanische Altphilologe Bernard MacGregor Walker Knox prägte 1992 das Schlagwort Dead White European Male ‚toter weißer europäischer Mann‘ in seiner Jefferson Lecture mit dem Titel The Oldest Dead White European Males ‚Die ältesten toten weißen europäischen Männer‘, im Jahr darauf erschien sein gleichnamiges Buch.
Im deutschen Sprachraum kam der Begriff „alte weiße Männer“ ab 2012 auf. In jenem Jahr charakterisierte Ursula von der Leyen als Bundesarbeitsministerin die schwächelnde deutsche Wirtschaft als old white man.
2017 gab die Schriftstellerin Mirna Funk Edition F ein Interview, in dem sie erklärte, man müsse „eine feministische Terrorgruppe gründen, um die alten weißen Männer aus dem Weg zu schaffen“. Der Satz wurde von Jens Jessen in der Zeit kritisiert und als Beispiel für eine feindselige und zu Pauschalisierung neigende Tendenz im Feminismus gesehen.
Margarete Stokowski griff 2018 den Vorwurf auf, die Phrase „alte weiße Männer“ diskriminiere Männer und Weiße, und stellte die Gegenthese auf: „Männer und Weiße können ungefähr alles auf der Welt haben, aber Diskriminierung können sie nicht haben. Es gibt keinen Rassismus gegen Weiße und keinen Sexismus gegen Männer.“ Sie sagt also, dass es keine umgekehrte Diskriminierung gebe. Sowohl weiße als auch männliche Personen könnten allerdings wegen anderer realer oder zugeschriebener Eigenschaften als ihrem „Weiß-“ bzw. „Männlich-Sein“ diskriminiert werden, z. B. wenn sie schwul oder behindert seien.
Im März 2019 kam das Buch Alte weiße Männer – ein Schlichtungsversuch von Sophie Passmann heraus, das in der Kategorie „Sachbuch“ bis auf Platz 3 der Spiegel-Bestsellerliste vorrückte. In ihrem Buch bezeichnet die Autorin „das Gefühl der Überlegenheit gepaart mit der scheinbar völligen Blindheit für die eigenen Privilegien“ als wesentlichstes Merkmal eines „alten weißen Mannes“. Männer in ihrer zweiten Lebenshälfte, die dieses Merkmal nicht aufweisen, würde sie nicht mit diesem Etikett belegen.
Die Diagnose „Blindheit für die eigenen Privilegien“ stellte auch Alice Hasters in ihrem ebenfalls 2019 erschienenen Buch Was weiße Menschen nicht über Rassismus hören wollen, aber wissen sollten. Demnach nähmen in Deutschland nicht nur ältere weiße Männer an, dass es nach dem Ende der nationalsozialistischen Herrschaft in Deutschland hier keinen nennenswerten Rassismus mehr gebe, da die Angesprochenen selbst noch nicht die Erfahrung gemacht hätten, Opfer persönlicher Übergriffe aufgrund ihrer angeblichen Rasse zu werden. Sie würden stets „normal“ behandelt. Dieses Verhalten kann man mit der Verwunderung vergleichen, die entsteht, wenn ein Weißer in der Formulierung „fleischfarbenes Heftpflaster“ ein Problem sehen soll. Auf „normaler“ Haut ist dieses kaum zu sehen, wohl aber fällt es auf der Haut von Schwarzen sofort auf.
Im September 2022 erweiterte die sozialdemokratische Schweizer Nationalrätin Tamara Funiciello die Attributreihe in der Phrase „alte weiße Männer“ um das Attribut „reich“ („alte, reiche, weisse Männer“). Dem Wirken dieser Gruppe schrieb die Politikerin in einer „Wutrede“ die Verantwortung dafür zu, dass am 25. September 2022 in der eidgenössischen Volksabstimmung über den Bundesbeschluss über die Zusatzfinanzierung der AHV durch eine Erhöhung der Mehrwertsteuer mit knapper Mehrheit eine Erhöhung des Renteneintrittsalters für Frauen beschlossen wurde. Damit erfolgt eine schrittweise Angleichung des Rentenalters bei Frauen (derzeit 64 Jahre) auf das Referenzalter für Männern (65 Jahre). Eine Nachwahlbefragung ergab, dass tatsächlich das Verhalten von Männern, Pensionierten und gut Verdienenden bei dem Abstimmungsergebnis den Ausschlag gegeben habe. Allerdings hatte sich von den im Nationalrat vertretenen Parteien nur die SP für die Ablehnung des obligatorischen Referendums ausgesprochen.
Funiciello ließ bei der Anführung der Attributreihe gelegentlich das Attribut „weiß“ weg (im Vergleich zu den USA ist der Anteil Nicht-Weißer an der Menge der Wahl- und Abstimmungsberechtigten in der Schweiz relativ klein). In seiner Feststellung: „Reiche weiße Männer dominieren das Netz“ hingegen verzichtete 2019 Tim Berners-Lee, ein als „Vater des Internets“ geltender britischer Physiker, auf das Attribut „alt“.
In ihrem Artikel Ist der alte, weiße Mann nur ein Klischee? bezeichnet Felicitas Lachmayr im Oktober 2024 die Floskel als eine „Zuspitzung, um eine Gruppe von Menschen zu benennen. Eine Karikatur, die reale Aspekte enthalten mag, aber nicht auf jeden individuellen alten, weißen Mann zutrifft.“  Die meisten der mit der Bezeichnung gemeinten Männer seien aber aufgrund ihrer gesellschaftlichen Position immer noch mächtig genug, selbst zu entscheiden, ob sie all die Zuschreibungen erfüllen wollen.

## Kritik
Ilse Lenz weist darauf hin, dass mit der Phrase „alte, weiße Männer“ zwar ein sozial konstruiertes Phänomen thematisiert werden könne, der Ausdruck jedoch auf „dualistisch ausgelegten Kategorien wie ‚Rasse‘ und Geschlecht“ beruhe, die „deterministisch abgeleitet“ würden und „tendenziell immer wieder in den identitären Essentialismus ab(gleiten), den sie zugleich kritisieren.“
Oft wird die unklare Bedeutung des „Wieselworts“ alte weiße Männer kritisiert. Es sei laut Ulrich Reitz so schillernd, „wie die eingeübte Wortkombination ‚sozial gerecht‘ es ist[,] oder das Wieselwort ‚Rassismus‘, das inzwischen so inflationär geworden ist wie die Geldentwertung und sich genauso selbst entwertet hat“. Auf den Vorhalt der Interviewerin Waltraud Schwab, wegen ihres Aussehens werde ihre Interviewpartnerin Emilia Roig in einigen Ländern als „Weiße“, in anderen hingegen als „Schwarze“ wahrgenommen, weist Roig darauf hin, dass dies daran liege, dass Personenbezeichnungen generell auf Konstrukten beruhten. „[U]nsere Identitäten [sind] sozial, historisch und politisch konstruiert […].“ Es seien „eben keine ‚natürlichen‘, biologischen Eigenschaften“. Zudem gebe es im Hinblick auf die Kategorie „Herkunft“ oft innerhalb einer bestimmten Person „widersprüchliche“ Merkmale. So sei z. B. einer der Großväter Roigs ein „nationalistisch und rassistisch agierende[r]“ weißer Mann gewesen.
Der Spiegel veröffentlichte im Juli 2021 die Titelgeschichte Aufstand gegen den alten weißen Mann: Gendersprache, Quoten und Tabus, Identitätspolitik: Fortschritt oder neue Ungerechtigkeit? Die Autoren weisen darauf hin, dass ihrer Ansicht nach eine Bündelung von Kämpfen mit dem Ziel der Antidiskriminierung schwierig sei. So gebe es z. B. im Lager der Feministinnen einen Gegensatz zwischen jüngeren und älteren Kämpferinnen. Junge Feministinnen warfen Alice Schwarzer vor, im Namen der Frauenrechte antimuslimischen Rassismus zu verbreiten; diese kontere mit dem Gegenvorwurf, die Jüngeren seien blind für die Gefahr, die vom politischen Islam ausgehe. Auch kritisierten die Spiegel-Autoren, dass fanatische Kämpfer gegen Diskriminierungen bei an sich wohlwollenden Adressaten ihrer Forderungen oft Reaktanz auslösten, wenn diese zu bestimmten Verhaltensweisen gezwungen werden sollten.
Der Medienwissenschaftler Norbert Bolz stellt in seinem Buch Der alte, weiße Mann: Sündenbock der Nation (2023) die These auf, dass die „westliche Kultur […] die grosse wissenschaftlich-technische Entwicklung zu verantworten“ habe, „die die ganze Welt modernisiert hat. […] Dahinter steht niemand anderer als der alte weisse Mann oder manchmal auch junge weisse Männer. Auf jeden Fall tote weisse Männer.“ Der Erfolg, für den der alte weiße Mann stehe, werde in „dieser wehleidigen, therapeutischen Gesellschaft“ zunehmend entwertet. Bolz’ Buch stelle eine Reaktion auf die von ihm beschriebene Situation dar.
Franca Lehfeldt, Ko-Autorin des ebenfalls 2023 erschienenen Buches Alte weise Männer. Hommage an eine bedrohte Spezies, bezeichnet diejenigen, die die Phrase „alte, weiße Männer“ als „Feindbild“ verwenden, als Vertreter eines „Zeitgeist-Feminismus“. Ihr aber sei es „gleich, welches Geschlecht, Alter oder Hautfarbe jemand hat.“ Tatsächlich gebe es Lehfeldt zufolge in Deutschland kein Patriarchat und keine Gesellschaft mehr, „in der Frauen unterdrückt werden.“ Dem Stern gegenüber bekennt sich Franca Lehfeldt zu dem Glauben daran, dass sich im Jahr 2023 Leistung durchsetze, unabhängig davon, wer sie erbringe. Dem Spiegel-Journalisten Arno Frank zufolge ist es das Anliegen der Autorinnen Lehfeldt und Brockhaus in ihrem Buch, die „pauschale Verunglimpfung“ von „verdienten Vertretern der Nachkriegsgeneration“ als „Popanz“ darzustellen und der „bedrohten Spezies“ „gönnerhafter Vaterfiguren“ eine „Hommage“ zuteilwerden zu lassen. Frank bewertet ihre Haltung als „reaktionär“.
Hape Kerkeling charakterisierte in der Sendung Maybritt Illner am 20. Juli 2023 die von ihm dargestellte Kunstfigur Horst Schlämmer als „Prototyp weißer alter Mann“. Selbstkritisch merkte er an, dass er die Figur nicht mehr verkörpern werde, da die Zeit vorbei sei, in der man sich so über die Figur lustig machen dürfe und müsse, wie er es jahrelang getan habe. Sie würde seiner Ansicht nach vom Publikum mehrheitlich nicht mehr akzeptiert.

## Musik
Am 8. Dezember 2023 veröffentlichte Mike Krüger ein digitales „Lyric Video“ mit dem Titel Alter weißer Mann.

## Film
Am 22. Oktober 2024 fand die Premiere des deutschen Films Alter weißer Mann statt.